# Nhà thờ Thánh Phêrô và Thánh Phaolô ở Kraków
Nhà thờ Thánh Phêrô và Thánh Phaolô (tiếng Ba Lan: Kościół ŚŚ Piotra i Pawła) là một nhà thờ Công giáo La Mã được xây theo phong cách Baroque Ba Lan, nằm tại số 54 phố Grodzka, quận Phố Cổ ở Kraków, Ba Lan. Nhà thờ được xây từ năm 1597 đến năm 1619 dưới sự giám sát của kiến trúc sư Giovanni Maria Bernardoni, người đã hoàn thiện thiết kế ban đầu của Józef Britius. Đây là một trong những nhà thờ lịch sử lớn nhất tại Kraków. Kể từ năm 1842, nơi đây trở thành nhà thờ của giáo xứ Công giáo Các Thánh.

## Lịch sử
Nhà thờ Thánh Phêrô và Thánh Phaolô là công trình đầu tiên ở Kraków được thiết kế hoàn toàn theo phong cách Baroque, và có lẽ cũng là công trình kiến trúc Baroque đầu tiên được xây ở Ba Lan. Vua Sigismund III Vasa đã tài trợ cho Hội Thánh Dòng Tên để xây nên nhà thờ này. Sơ đồ thiết kế của nhà thờ theo hình mẫu một vương cung thánh đường được phác thảo bởi một kiến trúc sư người Ý là Giovanni de Rossi. Lúc đầu, bản thiết kế được thực hiện bởi Józef Britius (từ năm 1597) và sau đó được sửa lại bởi Giovanni Maria Bernardoni. Cuối cùng, mặt tiền, mái vòm và nội thất kiểu Baroque của nhà thờ lại được thực hiện bởi kiến trúc sư Giovanni Battista Trevano, người đã hoàn tất những công việc này trong những năm 1605–1619. Nhà thờ được tôn phong hiển thánh vào ngày 8 tháng 7 năm 1635.
Kể từ năm 1842 đến nay, nhà thờ thuộc giáo xứ Công giáo Các Thánh (All Saints). Năm 1960, nhà thờ được nâng cấp lên thành tiểu Vương cung thánh đường.

## Kiến trúc
Mặt tiền của nhà thờ được xây bằng đá dolomit và gần giống với nhà thờ Santa Susanna ở Roma và nhà thờ Dòng Tên Gesù. Trên các hốc tường của nhà thờ là tượng của các vị thánh Dòng Tên như: Inhaxiô nhà Loyola, Phanxicô Xaviê, Louis Gonzaga và Stanislaus Kostka do Dawid Heel chế tác. Trên cổng chính nhà thờ là biểu tượng của Dòng Tên với các vị thánh Sigismund của Burgundy và László I của Hungary. Phía trên cùng của mặt tiền được trang trí bằng quốc huy của vương triều Vasa, do vua Sigismund III Vasa là người sáng lập ra nhà thờ. Bên trong nhà thờ có một không gian rộng lớn. Bên cạnh gian giữa của giáo đường là hai gian bên gồm các nhà nguyện. Khu vực chancel của nhà thờ được xây theo hình chữ nhật ôm trọn lấy bàn thờ chính. Phía trên phần hậu cung (apse) là một mái vòm hình bán cầu.

Phía trước khuôn viên nhà thờ có vài tượng đài minh họa các vị Thánh Tông Đồ do Kacper Bażanka thiết kế. Những bức tượng này được làm từ đá vôi của thị trấn Pińczów và được hoàn thành vào năm 1722 bởi Dawid Heel. Vì những bức tượng gốc từ thế kỷ 18 đã bị hư hại do mưa axit, nên ngày nay đã có những bức tượng bản sao được thay thế vào chỗ cũ và cũng được làm từ nguồn đá vôi tương tự bởi Kazimierz Jęczmyk.

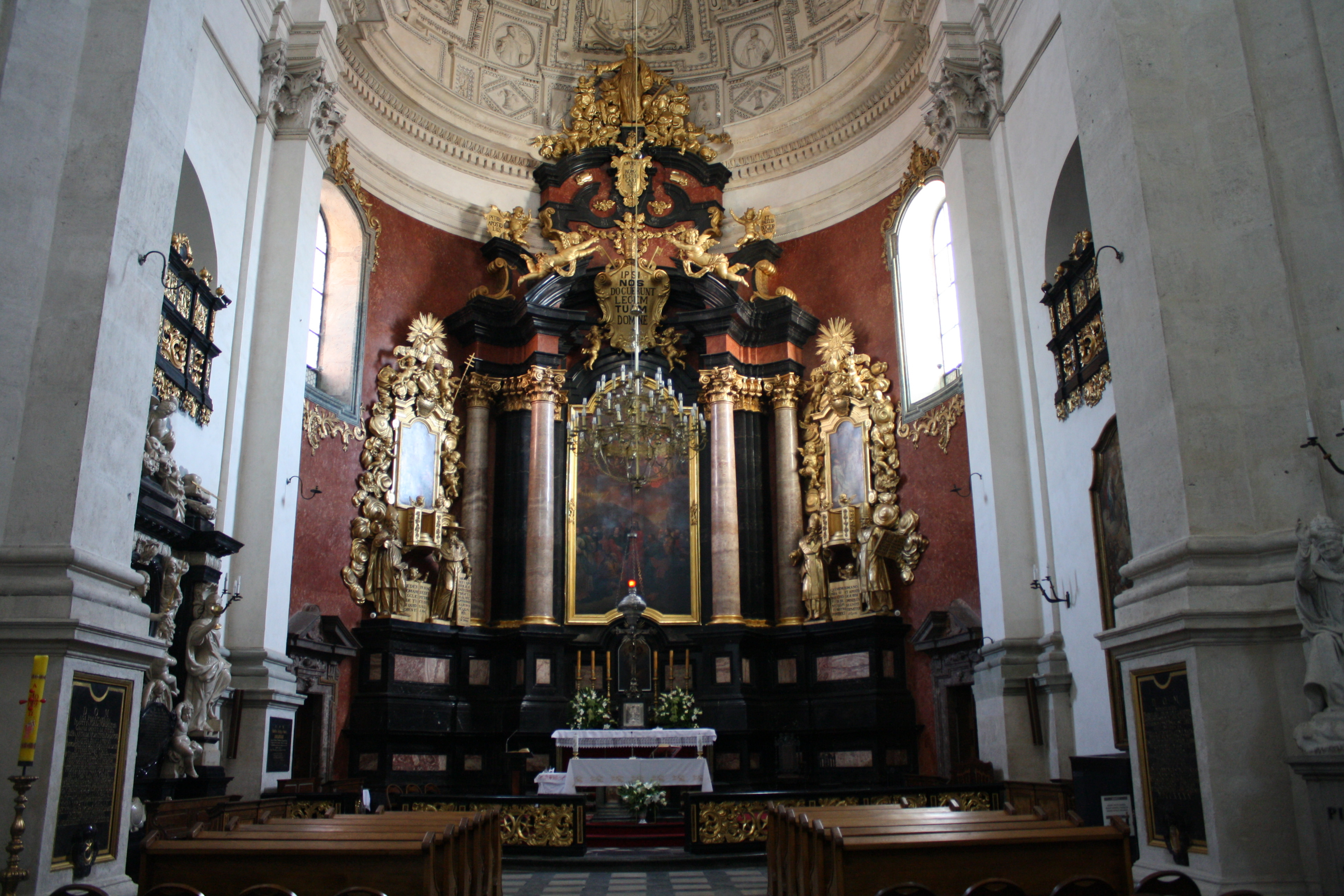
Bàn thờ chính
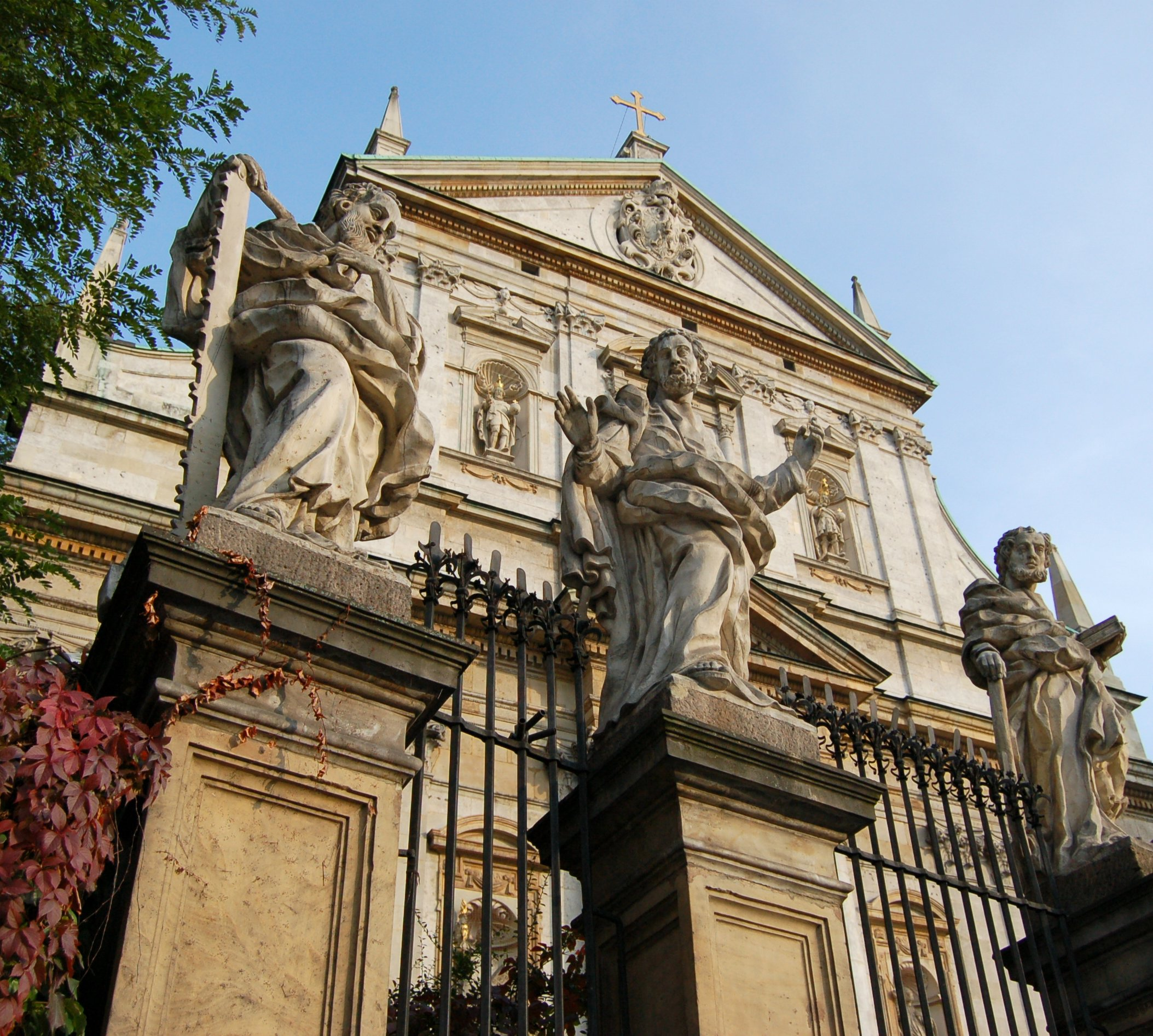
Tượng của các Thánh
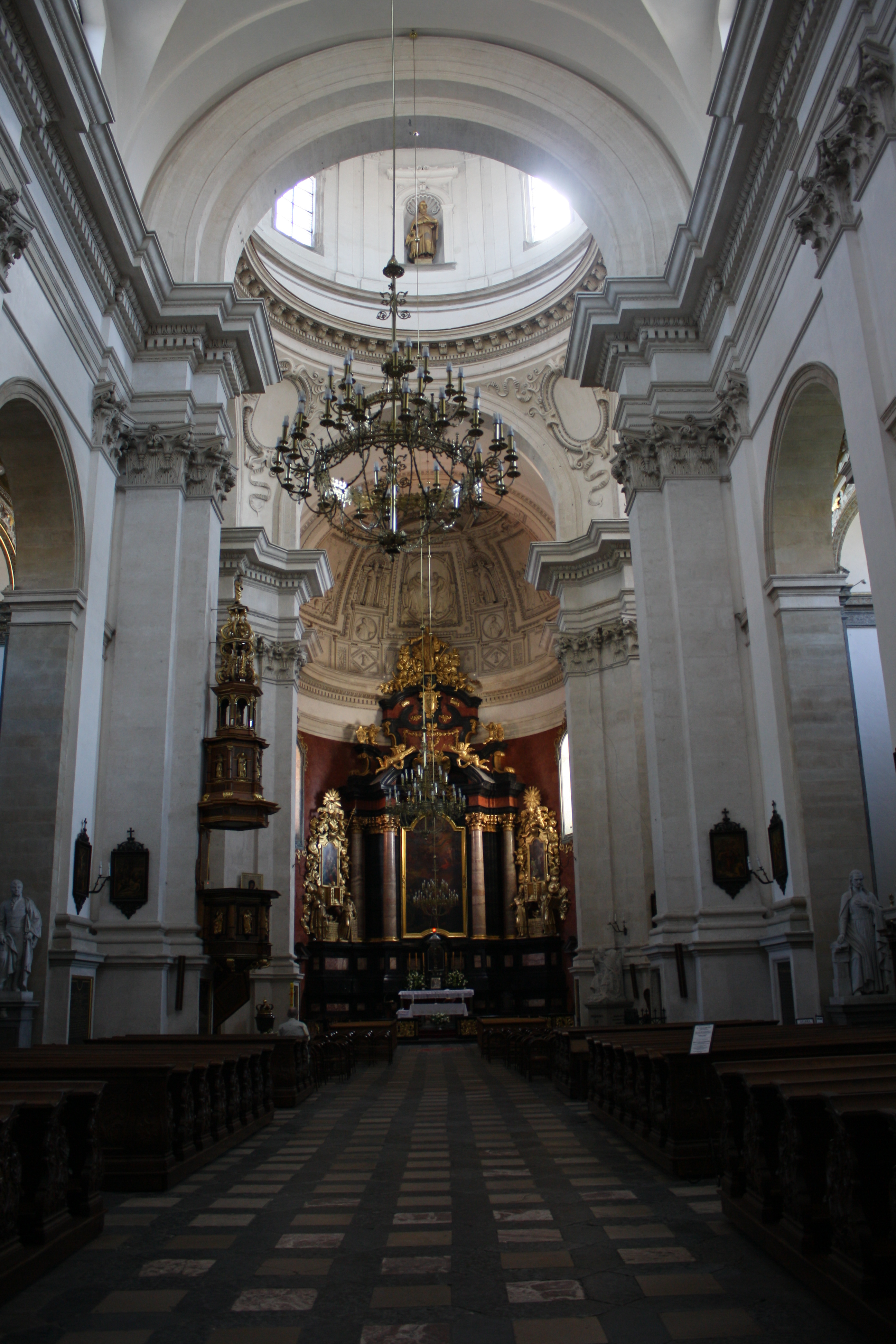
Gian giữa của giáo đường
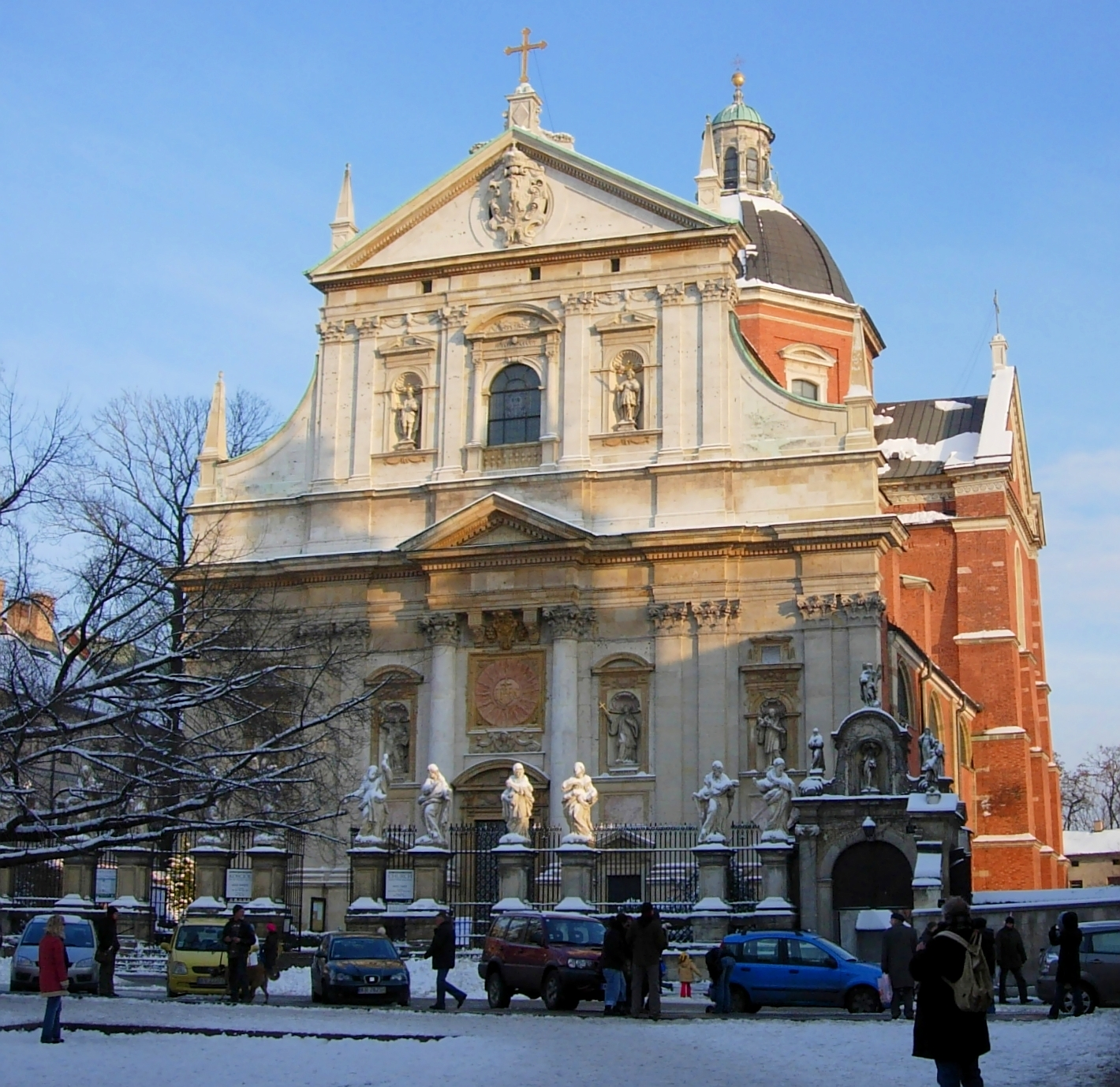
Mặt tiền nhà thờ vào mùa đông
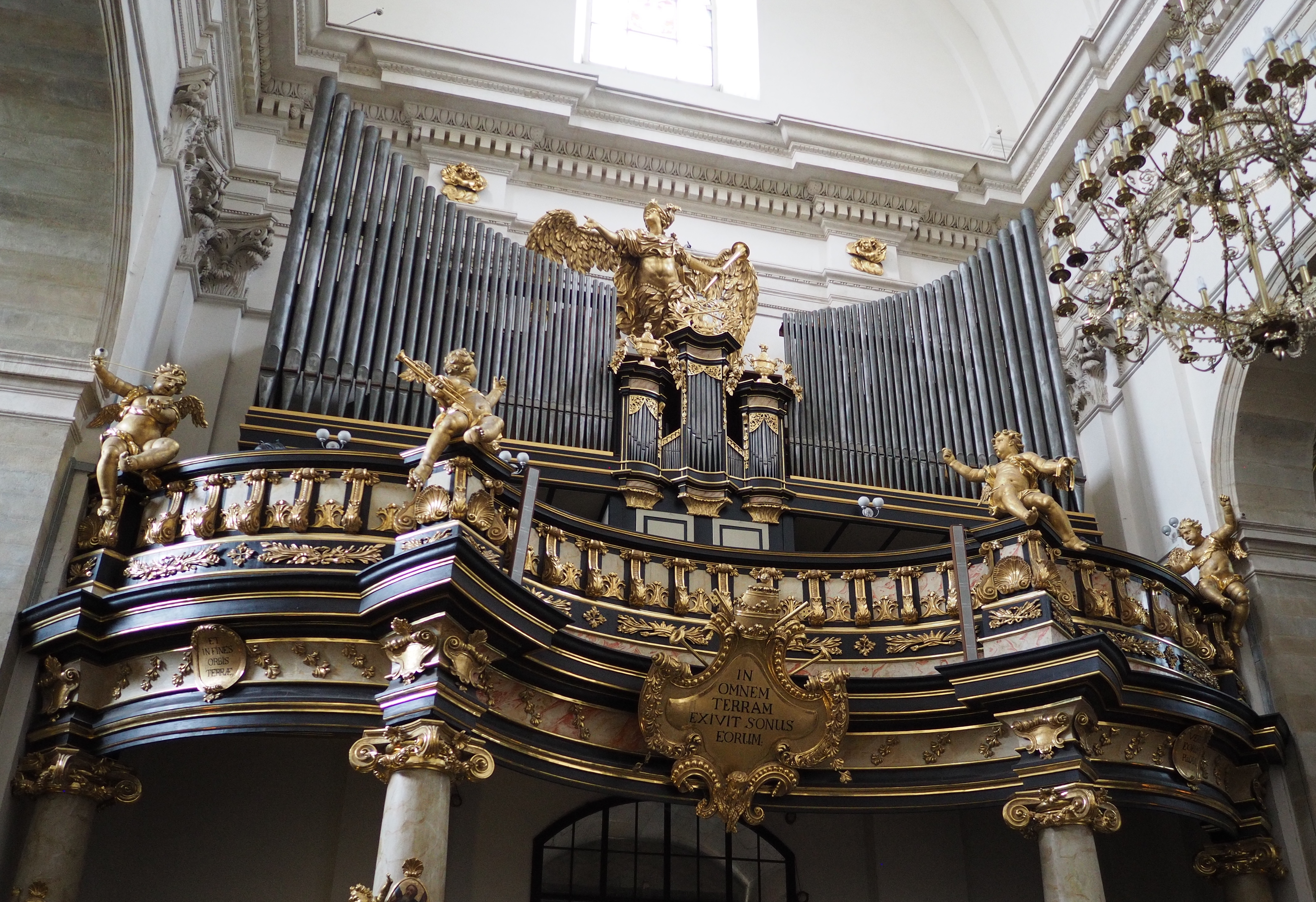
Cây đại phong cầm

## Những con người ưu tú được an táng tại nhà thờ
Ngoài ra, nhà thờ Thánh Phêrô và Thánh Phaolô còn được ví như là một trong những "điện Panthéon" (Panteon Narodowy) của Ba Lan. Cùng với đó là các nhà thờ: Nhà thờ chính tòa Wawel, nhà thờ Thánh Gioan Baotixita và vương cung thánh đường Tổng lãnh thiên thần Micae và Thánh Stanislaus tử vì đạo đều là những nơi an nghỉ của những nhân vật kiệt xuất đã làm rạng danh Ba Lan ở mọi lĩnh vực từ văn hóa, nghệ thuật cho đến khoa học. Việc xây dựng điện thờ được bắt đầu từ tháng 10 năm 2010 và việc mở cửa khu lăng mộ chính thức bắt đầu vào năm 2012, nhân kỷ niệm 400 năm ngày mất của Piotr Skarga, người mà hài cốt được lưu giữ trong hầm mộ của nhà thờ.
Những nhân vật lịch sử được an táng tại nhà thờ bao gồm:
- Piotr Skarga (1536–1612), nhà thuyết giáo Dòng Tên
- Andrzej Trzebicki (1607–1679), nhà quý tộc và linh mục
- Witold Szeliga Bieliński (1818–1833), nhà quý tộc
- Sławomir Mrożek (1930–2013), nhà viết kịch và vẽ tranh biếm họa
- Karol Olszewski (1846–1915), nhà hóa học
- Marian Rejewski (1905–1980), nhà toán học và mật mã học
- Jerzy Różycki (1909–1942), nhà toán học và mật mã học
- Zygmunt Wróblewski (1845–1888), nhà hóa học
- Henryk Zygalski (1908–1978), nhà toán học và mật mã học